# Royaume de Finlande (1918)
Vous lisez un « bon article » labellisé en 2020.
Pour les articles homonymes, voir Royaume de Finlande.
1917–1919
Entités précédentes :
- RSFS de Russie
- République socialiste des travailleurs de Finlande (1918)
- Grand-Duché de Finlande

Entités suivantes :
- République de Finlande (1919)

Le royaume de Finlande est un État éphémère mis en place à la suite de la victoire allemande en Russie en 1917 et 1918. Indépendante de la Russie depuis le mois de décembre 1917, la Finlande constitue un enjeu entre les Bolcheviks russes au pouvoir à Petrograd et le gouvernement du Reich, alors dirigé par le chancelier impérial Georg von Hertling. Chacun des deux protagonistes s'appuie sur des relais locaux, qui s'affrontent lors d'une guerre civile qui tourne à l'avantage des conservateurs, rapidement soutenus militairement par un corps expéditionnaire allemand déployé sur place à partir du mois de mai 1918. Contrairement à d'autres régions occidentales de l'Empire russe, le territoire du grand-duché de Finlande, annexé à la Russie en 1809, n'a jamais constitué un but de guerre du Reich à l'Est. 
À la suite de la proclamation du royaume, un conseil de régence est mis en place : présidé par Pehr Evind Svinhufvud, ses membres conservateurs essaient de stabiliser le pays, en s'appuyant sur la milice des gardes blancs, soutenus par des unités allemandes rapidement déployées sur place. Pour pérenniser ce soutien, le conseil propose le trône royal finlandais à un prince allemand, Frédéric-Charles de Hesse, beau-frère de l'empereur allemand Guillaume II. Cependant, ce choix est remis en cause par la défaite du Reich et la disparition de la monarchie en Allemagne. La forme républicaine est finalement adoptée, Carl Gustaf Emil Mannerheim, le nouveau régent, se prononçant pour un régime républicain.

## Indépendance de la Finlande

### La Finlande entre 1914 en 1917

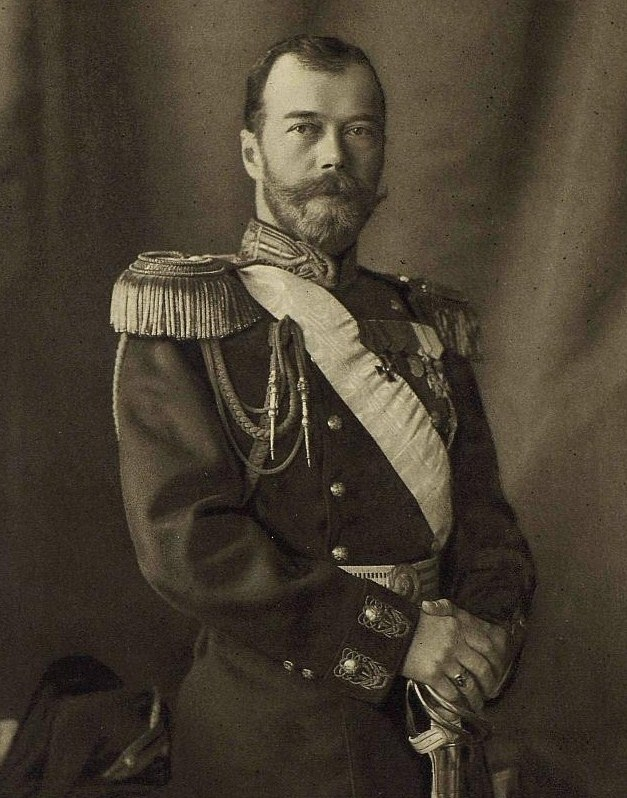
Nicolas II de Russie, pénultième grand-duc de Finlande en 1913.

En 1914, la Finlande compte près de 3 millions d'habitants, majoritairement installés à proximité de Helsinki, la capitale du grand-duché. 
Durant le conflit, le grand-duché, placé sous le régime constitutionnel établi en 1772 par le roi de Suède Gustave III, poursuit son existence autonome au sein de l'Empire russe. Ainsi, à la fin de l'année 1916, Nicolas II convoque des élections pour le renouvellement de la diète ; ces élections confèrent à la diète une majorité de députés sociaux-démocrates. Cette autonomie se matérialise également par une politique commerciale conforme aux intérêts économiques du grand-duché, notamment par l'exportation des excédents finlandais vers la Suède.
Cependant, cette autonomie est rapidement limitée par la politique menée par le gouvernement impérial russe, amplifiant la politique de russification mise en place à partir de 1900. En effet, en novembre 1914, le statut du territoire est modifié, les libertés locales limitées, le pouvoir des fonctionnaires renforcé et les Juifs expulsés, tandis que l'autorité du Saint-Synode est étendue à l'Église orthodoxe finlandaise. Le resserrement de la tutelle politique russe constitue également pour le gouvernement impérial l'occasion d'imposer à la diète finlandaise une contribution exceptionnelle au budget militaire russe fixée à 200 millions de marks finlandais. De plus, dès les premiers jours du conflit, l'armée impériale déploie des unités en Finlande, afin de pouvoir peser sur la neutralité suédoise, garantie par les Alliés dès le 4 août 1914 et de renforcer son contrôle sur la côte. 
Dans le même temps, le gouvernement de Petrograd organise sur le territoire du grand-duché une puissante industrie de guerre, destinée à équiper l'armée impériale et encourage le développement du secteur bancaire, afin de financer l'effort de guerre russe, ; parallèlement, l'exploitation des terroirs finlandais par le gouvernement entraîne la multiplication des mécontentements, liée à la situation de disette que cette exploitation génère ; cette disette est renforcée par la fermeture de la mer Baltique au trafic maritime. Cette exploitation du territoire finlandais s'accompagne d'une politique de développement économique, notamment la construction de lignes de chemins de fer et de routes pour permettre une rapide concentration de troupes en cas de débarquement allemand. 
Enfin, la Finlande est rapidement perçue par les belligérants comme un moyen au service de leurs objectifs respectifs. En effet, la France ne soutient pas les autonomistes finlandais, les diplomates français estimant que cette autonomie ne peut qu'affaiblir l'Empire russe allié, tandis que les Allemands se montrent plus ouverts aux autonomistes finlandais, encouragés par le mécontentement populaire.

### Autonomie puis indépendance

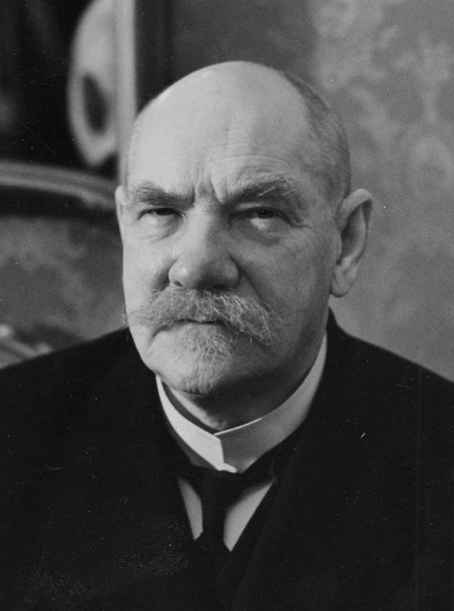
Pehr Evind Svinhufvud incite les conservateurs à approuver l'indépendance de la Finlande.

La politique centralisatrice menée depuis le déclenchement des hostilités par le gouvernement impérial russe est rapidement remise en cause par le gouvernement issu de la révolution de Février : en effet, dès le 19 mars 1917, le gouvernement provisoire annonce la fin de la politique de russification, la convocation d'une assemblée constituante et la garantie de l'autonomie de la Finlande au sein de la Russie.
Au cours de l'année 1917, sensible à la nouvelle politique des nationalités menée par le gouvernement provisoire, l'assemblée finlandaise décide de maintenir ses liens avec la Russie. Cependant, au mois d'août, la diète élue avant la révolution est dissoute par le gouvernement provisoire, convaincu par les arguments des conservateurs. De nouvelles élections, organisées en octobre 1917, leur donnent la majorité, mais préservent pour les sociaux-démocrates finlandais les moyens de faire adopter un certain nombre de mesures sociales, notamment la journée de huit heures, adoptée par la diète le 16 novembre 1917. Ces mesures sociales imposées par les sociaux-démocrates incitent les propriétaires terriens, appuyés sur les conservateurs, à mettre en place les premières milices d'autodéfense, noyau des gardes blanches, avec les membres du mouvement Jäger. Face à ces milices financées par les propriétaires terriens, des gardes rouges s'organisent dans les villes,.
Dans ce contexte marqué par l'exacerbation des tensions entre les conservateurs et les sociaux-démocrates, l'autorité du gouvernement russe, toujours souverain dans le grand-duché, disparaît dans les faits au cours de l'été : en effet, les unités de l'armée russe devant faire face à un mouvement de désertions massives, ce qui prive le gouvernement provisoire des moyens de l'exercice du pouvoir dans le grand-duché.
Dans ce contexte explosif, les conservateurs, majoritaires au sein de la nouvelle assemblée, se montrent moins attentistes que les sociaux-démocrates et actent cet effacement en rompant les liens qui unissent la Finlande à la Russie : encouragés par Pehr Evind Svinhufvud, ils proclament l'indépendance le 6 décembre 1917, reconnue le 4 janvier 1918 par la Russie, la France, le Reich et la Suède,. Cette reconnaissance internationale ne remet nullement en cause le caractère « formel » de l'indépendance finlandaise : des troupes russes sont toujours déployées sur le territoire finlandais, l'économie du grand-duché est désorganisée par le conflit et les représentants du Reich exercent une influence discrète, mais prépondérante sur la vie politique et économique finlandaise.

## Instabilité politique
Dès le mois de novembre 1917 alors que les liens entre la Finlande et la Russie ne sont pas encore formellement rompus, un nouvel État finlandais, dans un premier temps autonome au regard du droit international, se constitue rapidement, sous la protection du Reich.

### Guerre civile

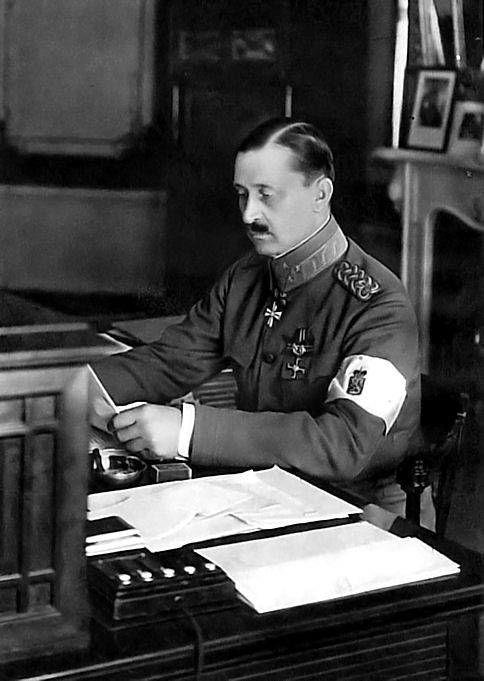
Carl Gustaf Emil Mannerheim, principal commandant des gardes civiques.

Le territoire de la Finlande, au centre des luttes entre partisans du pouvoir bolchevik et défenseurs de la nouvelle indépendance, est rapidement occupé dans un premier temps par les troupes russes fidèles au nouveau gouvernement ; ces unités se retirent en vertu des clauses du traité de paix de Brest-Litovsk.
Ainsi, dès le mois de janvier 1918, le territoire finlandais, toujours occupé par les troupes russes, constitue le théâtre de luttes entre un gouvernement socialiste, soutenu par le gouvernement bolchevik russe, et des corps francs organisés depuis Vaasa par Carl Gustaf Emil Mannerheim, ancien général russe. Les deux gouvernements organisent leur propre armée : les gardes rouges forment l'armée du gouvernement socialiste, les gardes civiques appuient Mannerheim.
Les unités de Mannerheim, épuisées par les combats, sont rapidement relevées par un corps expéditionnaire allemand de 13 000 soldats, commandés par Rüdiger von der Goltz.

### Rétablissement de la monarchie

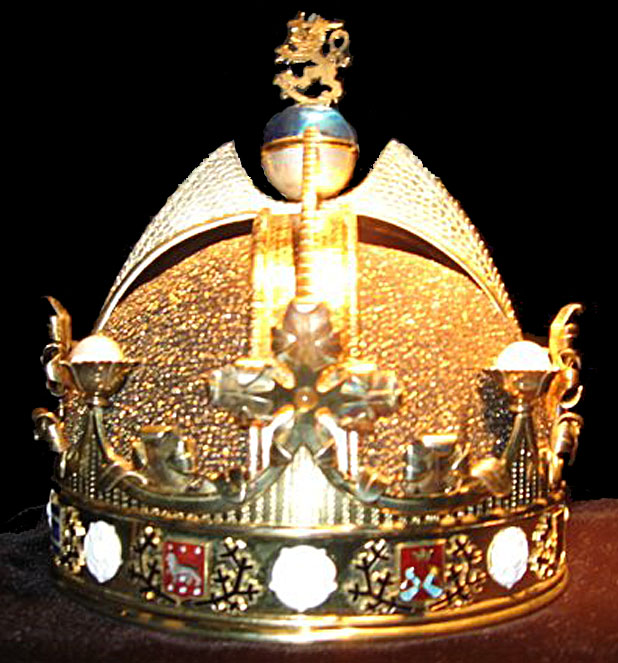
La couronne imaginée pour le roi de Finlande.

Durant le printemps 1918, la question du régime politique se pose avec acuité dans le nouvel État ; légalement, le dernier grand-duc de Finlande, Michel II abdique le 16 mars 1917, laissant dans les faits le pouvoir à la diète, qui ne proclame pas la chute de la monarchie. Deux choix s'offrent alors au gouvernement provisoire finlandais, la proclamation d'une constitution d'orientation libérale, facilitant un rapprochement futur avec les Alliés, ou l'établissement d'une monarchie calquée sur le modèle prussien ; ce second choix implique un alignement de la politique du nouveau royaume sur la politique des puissances centrales. 
Le 27 mai 1918, alors que le gouvernement provisoire finlandais n'a pas défini la nature du régime politique finlandais, Pehr Evind Svinhufvud, qui a proclamé l'indépendance de la Finlande en décembre précédent et signé au nom de son gouvernement le traité d'alliance avec le Reich, se proclame régent de Finlande.
Le 9 août 1918, alors que la garde rouge finlandaise a été balayée, le parlement finlandais, dominé par les conservateurs, partisans de l'alliance avec le Reich, se prononce formellement sur la nature du régime politique finlandais, se déclarant en faveur du rétablissement de la monarchie en Finlande.

## Organisation du royaume

### Dévolution de la couronne

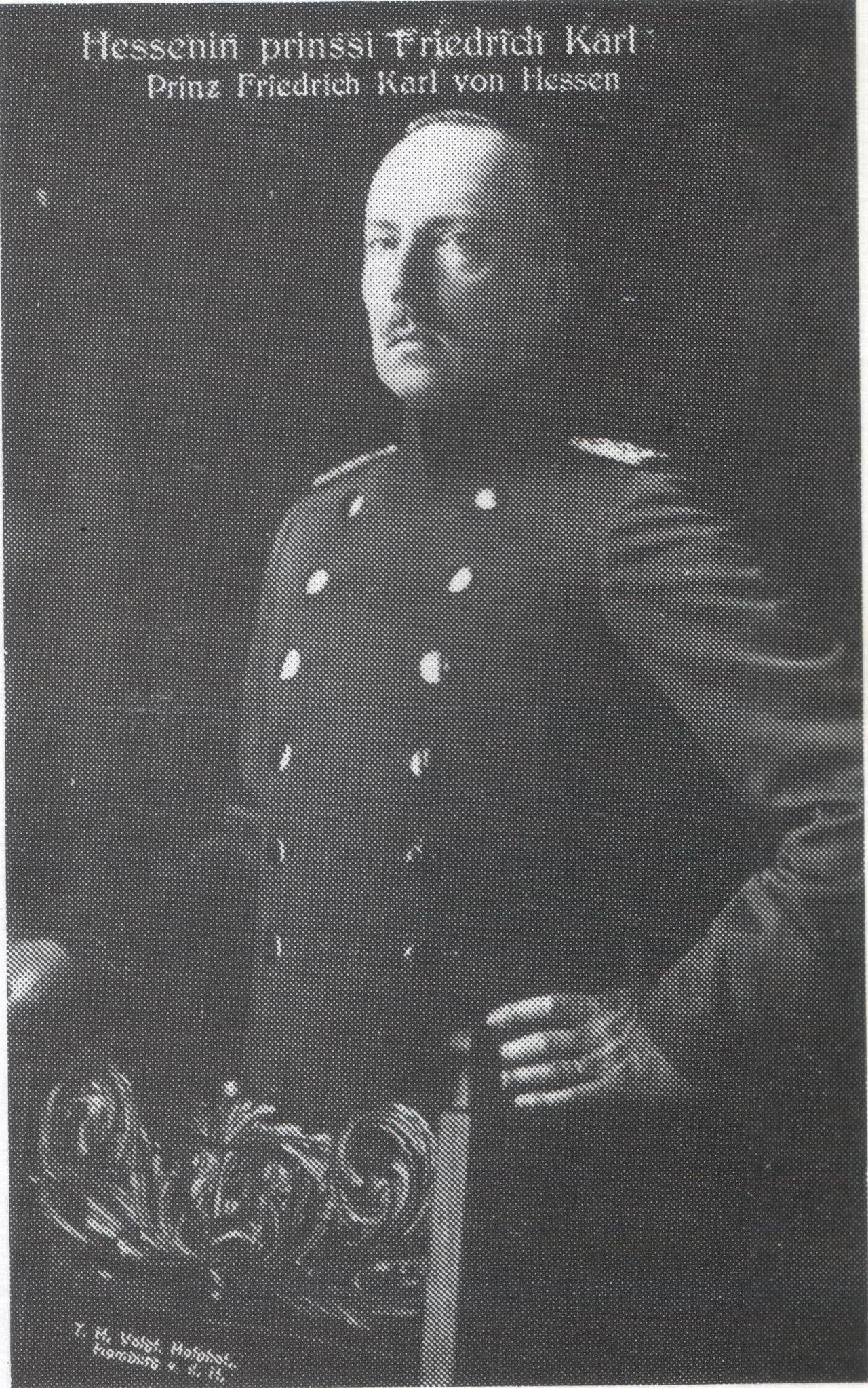
Frédéric-Charles de Hesse, élu roi de Finlande le 9 octobre 1918.

La victoire des conservateurs durant la guerre civile, obtenue avec le soutien des unités de l'armée impériale allemande déployées sur place, incite Svinhufvud, alors chef du gouvernement, à se proclamer régent du royaume de Finlande, rétablissant de fait la monarchie ; disposant d'une faible assise, soumis au gouvernement du Reich, il négocie la dévolution de la couronne finlandaise à un prince allemand contre un soutien allemand dans sa lutte face aux Russes et à ses rivaux. 
La dévolution de la couronne royale finlandaise crée des tensions dynastiques dans le Reich : l'empereur Guillaume II souhaite voir la couronne de Finlande dévolue à son fils Oscar, mais il doit compter avec l'opposition des autres princes allemands et les opinions publiques, finlandaise, allemande et alliées. 
Au terme de négociations compliquées entre les trois principales maisons régnantes dans le Reich, les Hohenzollern d'une part, les Wittelsbach et les Wettin d'autre part, la couronne est finalement offerte à Frédéric-Charles de Hesse, chef de la maison de Hesse et, par son mariage, beau-frère de Guillaume II. 
Prince allemand, il doit obtenir l'autorisation du gouvernement du Reich. Le prince est finalement autorisé à accepter cette proposition le 26 août 1918. La demande ayant été acceptée par le souverain allemand, Frédéric-Charles est formellement élu roi de Finlande par la diète finlandaise le 9 octobre 1918.

### Institutions
Conformément aux vœux des protecteurs allemands du régent, la constitution et les institutions adoptées dans le royaume sont fortement inspirées par les institutions prussiennes. Ces projets constitutionnels d'inspiration conservatrice rencontrent l'assentiment du régent Pehr Evind Svinhufvud, lui-même partisan d'un exercice autocratique du pouvoir. 
Le roi, resté sujet allemand, dispose de pouvoirs étendus dans le domaine de la diplomatie, de la politique étrangère, tout en conservant le contrôle de la gestion des affaires du royaume. 
Ces pouvoirs demeurent tempérés par le parlement du royaume, composé de deux chambres. Ces deux chambres disposent en réalité de faibles pouvoirs, ne pouvant renverser le gouvernement. Ce dernier dispose de pouvoirs étendus, mais se voit privé de moyens réels pour remettre en cause les termes des accords entre le royaume et le Reich, premier partenaire commercial du royaume et principal investisseur en Finlande.
Le nouvel État indépendant doit cependant organiser son armée selon le modèle en vigueur dans le Reich. Les manuels militaires de la nouvelle armée finlandaise reprennent très largement les procédures en vigueur dans l'armée impériale allemande : l'instruction des troupes, l'organisation de l'armée et les méthodes de combat sont ainsi directement copiées sur les pratiques en vigueur au sein de l'armée allemande.

## Liens avec leReich
L'influence allemande dans le grand-duché, visible dans le domaine économique dès la fin du XIXe siècle, se renforce lorsque les députés conservateurs finlandais, hostiles au pouvoir russe issu de la révolution d'Octobre, recherchent des soutiens pour contrebalancer l'influence bolchevik sur le grand-duché. Les liens entre le Reich et la Finlande sont renforcés dans le contexte de la révolution russe ; en effet, les conservateurs finlandais regroupés en 1918 autour de Carl Gustaf Emil Mannerheim recherchent des soutiens afin de contrebalancer l'influence russe, impériale puis bolchevik, en Finlande. Cependant, en dépit de ces liens précoces, le Reich ne formule pas d'objectifs précis à l'égard du territoire finlandais.

### Liens durant la guerre

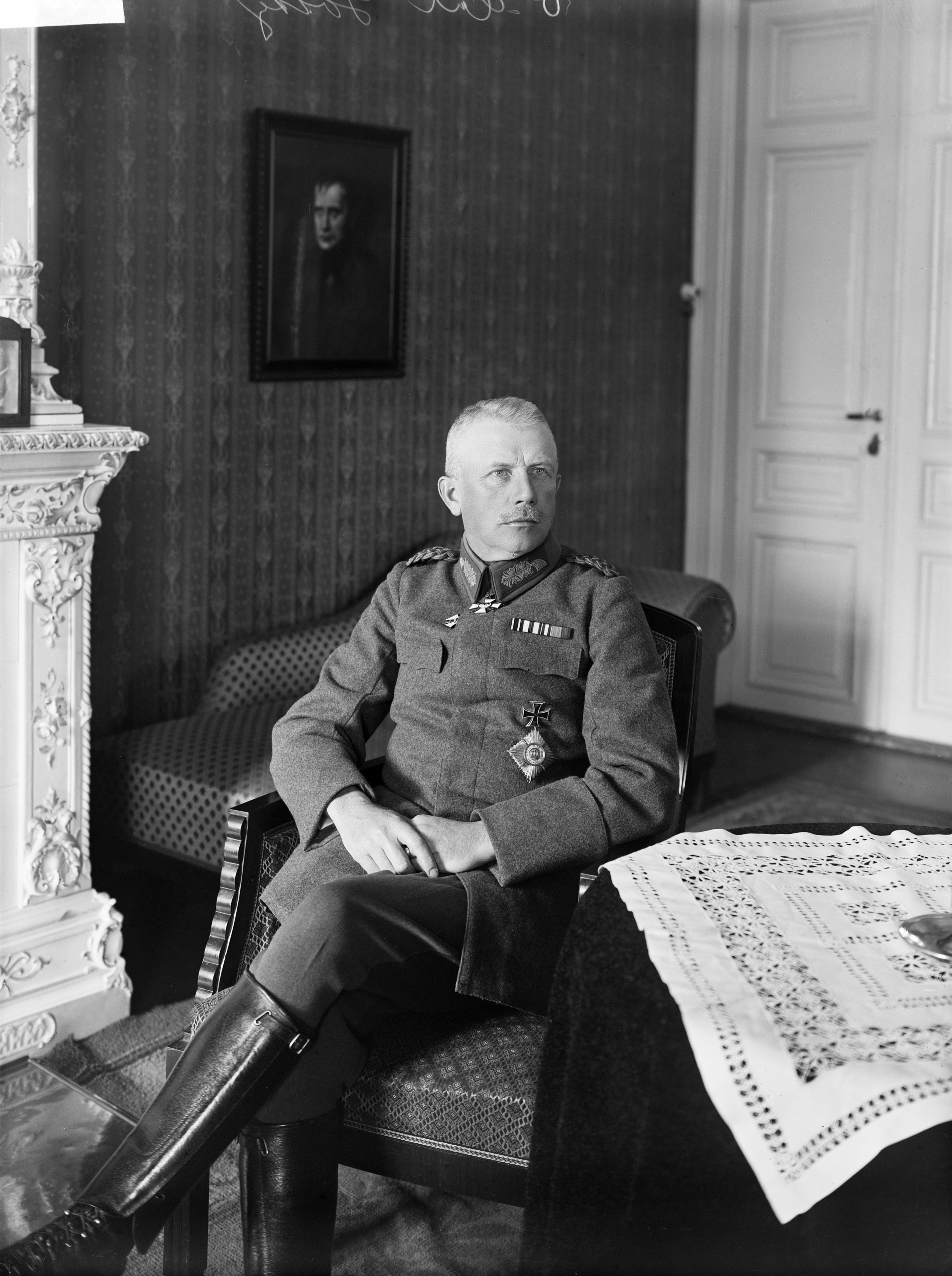
Rüdiger von der Goltz, ici à Helsinki en 1918, commande les unités allemandes déployées en Finlande.

Depuis le déclenchement des hostilités, le Reich assure par des financements l'existence de groupes d’intérêts favorables à l'indépendance de la Finlande sous protection allemande. En effet, le déclenchement des hostilités pousse de nombreux Finlandais à rechercher des soutiens extérieurs face aux pressions russes. 
Les nationalistes finlandais se tournent en priorité vers le Reich pour appuyer leur cause ; recrutés par les Allemands, ces jeunes conservateurs sont sensibles aux idéaux de la Grande Finlande. Ainsi, au cours du conflit, près de 2 000 Finlandais rejoignent clandestinement l'armée allemande, dans le cadre du mouvement Jäger ; ce mouvement, prêt à s'appuyer sur le Reich pour conquérir et conserver cette indépendance, se montre parfaitement soumis aux volontés de l'état-major allemand.
Des contacts avaient ainsi été pris avant la déclaration d'indépendance finlandaise : en effet, dès l'annonce du succès de la révolution d'Octobre, les conservateurs finlandais s'étaient rapprochés du Reich. Ainsi, le 26 novembre 1917, un de leurs représentants à la diète, le député Edvard Hjelt (en), se rend au siège de l'OHL pour négocier avec Erich Ludendorff et Richard von Kühlmann les conditions de l'indépendance de la Finlande sous protection allemande. Cette visite se traduit par l'envoi en Finlande, dès le 30 janvier 1918, du bataillon de chasseurs finlandais, alors déployé en Lettonie, ; cette unité, instruite au sein de l'armée prussienne, bénéficie du soutien logistique de l'armée impériale allemande, tandis que des unités de la marine impériale sont dépêchées sur place en appui feu. L'appui donné aux conservateurs allemands est approuvé par le conseil de la couronne réuni à Hombourg le 13 février 1918, qui place la Finlande parmi les territoires à occuper dans le cadre de l'opération Faustschlag. 
Parallèlement à ce soutien militaire d'urgence, les représentants du Reich négocient avec les Finlandais un traité d'alliance politique, économique et militaire, signé le 7 mars 1918 à Berlin. Conformément au volet militaire de cet accord, le bataillon prussien déployé sur place est renforcé par un corps expéditionnaire allemand, déployé sur place après de nombreuses hésitations de la part du gouvernement du Reich. Ce corps expéditionnaire, fort de 5 000 soldats, commandé par Rüdiger von der Goltz, débarque le 5 avril 1918 à Hanko et participe à la guerre civile aux côtés de Carl Gustaf Emil Mannerheim, officier de l'armée impériale russe commandant les troupes du gouvernement conservateur, face à la garde rouge finlandaise qui contrôle, avec l'appui des Russes, le Sud du pays jusqu'au 16 mai 1918,.
Le nouvel État est également utilisé pour faire pression sur les négociateurs russes envoyés à Brest-Litovsk, tandis que le peu de soutien dont bénéficie en Finlande le gouvernement conservateur pousse ses membres à la recherche de soutiens extérieurs, notamment allemands,. Cependant, l'engagement allemand en Finlande déclenche l'ire des partis allemands positionnés sur la gauche de l'échiquier politique allemand : le 23 avril 1918, la presse social-démocrate se déchaîne contre le déploiement d'unités allemandes en Finlande, tandis que le député Matthias Erzberger, relayant les positions du Zentrum se montre réservé sur cette intervention dans son allocution du 8 mai 1918 au Reichstag

### La Finlande, point d'appui allemand

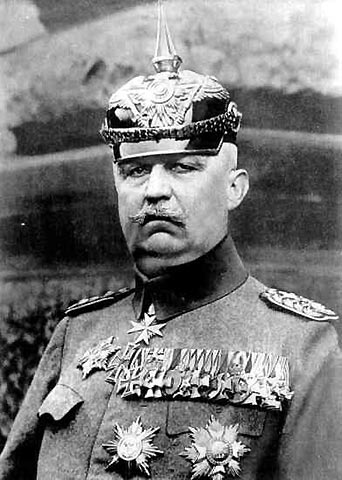
Erich Ludendorff en 1918.

Cette intervention militaire allemande, « appui militaire pour parer à toutes les éventualités », les contre-mesures alliées comme les velléités du gouvernement russe, selon le mot d'Erich Ludendorff, donne au Reich les moyens de contrôler militairement le nouvel État, lui permettant d'imposer une réelle tutelle politique et économique, légalisée par le traité de Berlin, signé le 7 mars 1918 et ratifiée le 3 juillet suivant
En effet, les termes du traité de Berlin obligent les deux gouvernements, allemands et finlandais, à mener une politique économique et commerciale concertée et coordonnée, tandis que le principe de la réciprocité des droits commerciaux est établie ; cette égalité de façade ne parvient pas à masquer la prédominance du Reich dans ces domaines, tant le déséquilibre économique entre les deux partenaires est grand. De plus le traité, en apparence conforme aux autres traités de commerces signés durant la guerre, rétablit dans les faits pour le royaume les clauses du traité de commerce germano-russe : il établit ainsi un tarif douanier égal à celui en vigueur le 1er janvier 1914 entre l'Empire russe et le Reich ; il garantit également l'application de la clause de la nation la plus favorisée entre les deux pays. De plus, le principe de non-discrimination se voit garanti dans les relations commerciales entre les deux États.
Cette politique commerciale est doublée par un fort contrôle politique de la Finlande : en effet, l'armée allemande dispose de la possibilité d'installer des bases militaires sur le territoire finlandais, en vertu de la convention militaire signée le 7 mars 1918 par le Reich et les représentants finlandais.
Ces liens ne font en réalité qu'inscrire dans la durée les relations économiques et politiques historiques entre le Reich et la Finlande, les négociateurs allemands n'estimant pas utile de doubler les liens économiques garantis par les traités de mars 1918 par une forte tutelle politique.

## Derniers mois

### Maintien d'une influence allemande

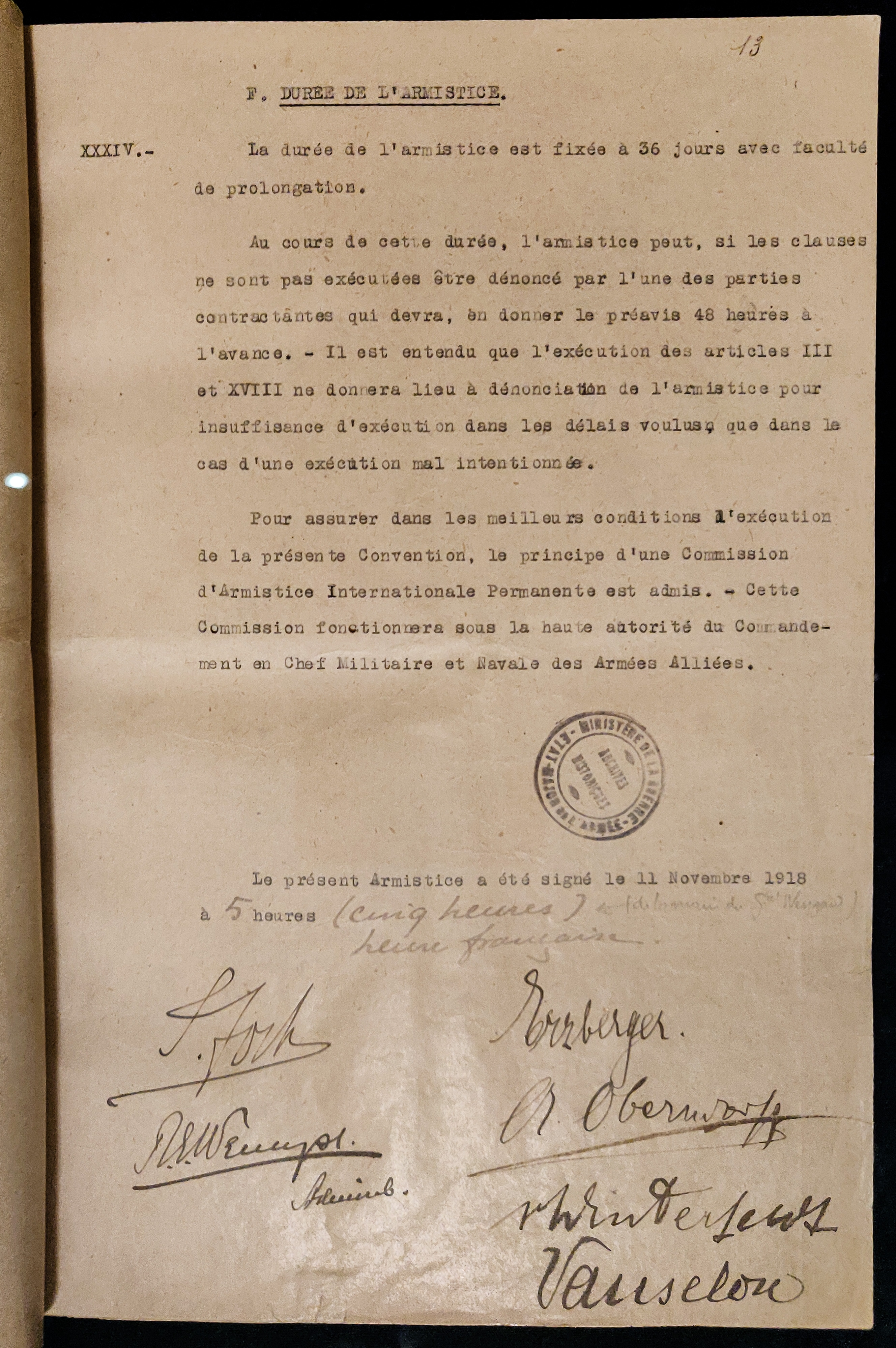
L' de l'armistice du 11 novembre 1918 légalise le maintien d'une influence allemande en Finlande.

En dépit de la défaite du Reich et de la renonciation de Frédéric-Charles au trône royal finlandais en décembre 1918, l'influence allemande sur le nouvel État demeure importante.
En effet, l'article XII de l'armistice signé le 11 novembre 1918 oblige le Reich à maintenir sur le territoire finlandais les unités de l'armée impériale déployées depuis le printemps précédent ; cette disposition est en effet dictée par la crainte d'une expansion territoriale du pouvoir bolchevik sur les marges de l'Empire russe qui ont proclamé leur indépendance au printemps précédent. Ces troupes allemandes, déployées sur le territoire finlandais jusqu'au milieu de l'année 1919, garantissent au Reich refondé en novembre 1918 une certaine influence sur la vie politique finlandaise.
Cependant, les signataires allemands de l'armistice avec les Alliés, Matthias Erzberger, Alfred von Oberndorff et Detlof von Winterfeldt sont obligés de dénoncer les termes du traité signé avec le Reich qui assure à l'Allemagne une influence politique, économique et commerciale prépondérante en Finlande. Les responsables politiques allemands avaient escompté conserver cette influence en mettant en avant leur rôle de rempart contre la révolution en Russie. 
La communication des termes du traité de paix met un terme à ces espérances. En effet, les clauses imposées aux Allemands, connues le 7 mai 1919, obligeant le Reich non seulement à évacuer ses troupes déployées hors de ses nouvelles frontières, mais aussi à dénoncer l'ensemble des traités signées pendant la période de guerre, notamment le traité signé à Berlin avec le régent Pehr Evind Svinhufvud.

### Proclamation de la République

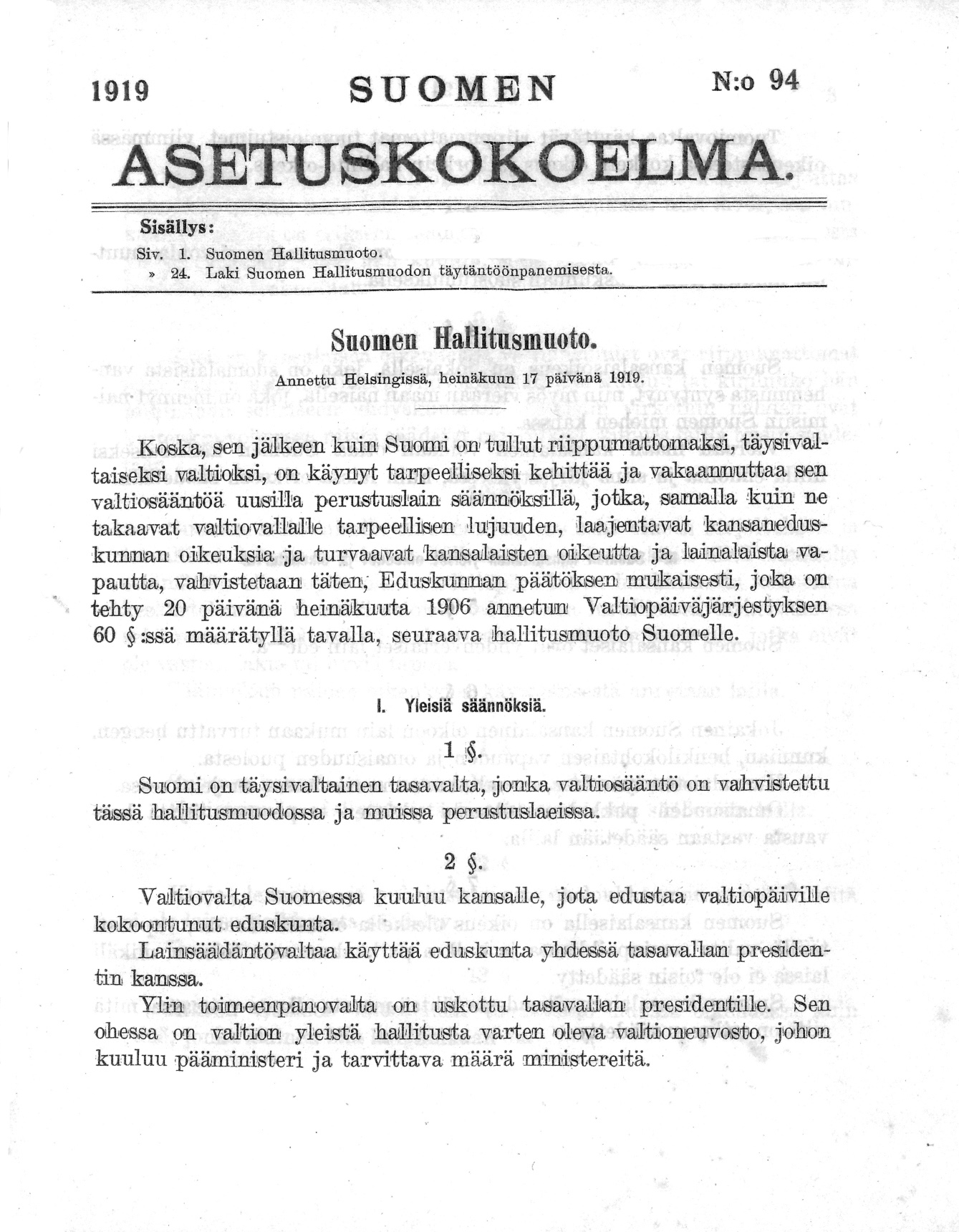
Le 17 juillet 1919, une constitution républicaine est adoptée par le conseil de régence, abrogeant de fait la monarchie.

Élu roi de Finlande par la diète le 9 octobre 1918, Frédéric-Charles doit renoncer au bénéfice de son élection le 9 décembre 1918. Cependant, cette renonciation ne remet pas immédiatement en cause la nature monarchique du nouvel État finlandais : Carl Gustaf Emil Mannerheim, auréolé de ses succès dans la guerre civile, parvient à évincer Pehr Evind Svinhufvud de la régence et à se faire proclamer régent du royaume le 12 décembre. Cette éviction ne remet pas en cause le caractère autoritaire du pouvoir exercé par le régent, dont le nouveau titulaire gouverne de façon dictatoriale jusqu'à l'élection de Kaarlo Juho Ståhlberg à la présidence de la République le 25 juillet 1919.
Ainsi, la question de la nature du nouvel État reste en suspens jusqu'à l'été 1919, la renonciation au trône de Frédéric-Charles ne remettant pas en cause la monarchie finlandaise. Les monarchistes étant discrédités aux yeux des Alliés, la défaite allemande incite les conservateurs finlandais, alors au pouvoir au sein du conseil de régence, à remettre en cause la forme monarchique de l'État, celle-ci apparaissant favorable aux intérêts du Reich.  
De plus, sous la pression du parlement, le régent Carl Gustaf Emil Mannerheim ouvre des négociations avec les Alliés pour pérenniser l'indépendance finlandaise et obtenir l'approvisionnement en vivres de la Finlande, exsangue après cinq années de guerre étrangère et civile. Monarchiste et partisan d'un pouvoir autoritaire, le nouveau régent est cependant obligé d'accepter la mise en place d'une constitution démocratique et républicaine durant l'été 1919 sous la pression des Alliés. Son adoption le 17 juillet met un terme au régime monarchique en Finlande.